# Ashleigh Chisholm
Ashleigh Tiffany Chisholm (* 6. Juni 1990 in Australien) ist eine australische Schauspielerin. Bekannt wurde Chisholm 2003 durch die Rolle der Felicity „Fliss“ Sidebotham in der Serie Der Sleepover Club. 

## Filmografie
- 1998: Home and Away (Fernsehserie, eine Folge)
- 2003: Der Sleepover Club (The Sleepover Club, Fernsehserie, 26 Folgen)
- 2011: Submerged (Film)